# Lijst van voetbalinterlands Venezuela - Verenigde Staten
Deze lijst van voetbalinterlands is een overzicht van alle officiële voetbalwedstrijden tussen de nationale teams van Venezuela en de Verenigde Staten. De landen speelden tot op heden zeven keer tegen elkaar. De eerste ontmoeting, een groepswedstrijd tijdens de Copa América 1993, werd gespeeld in Quito (Ecuador) op 22 juni 1993. Het laatste duel, een vriendschappelijke wedstrijd, vond plaats op 18 januari 2025 in Fort Lauderdale.

## Wedstrijden
| № | Plaats          | Datum           | Competitie        | Wedstrijd                    | Uitslag |
| - | --------------- | --------------- | ----------------- | ---------------------------- | ------- |
| 1 | Quito           | 22 juni 1993    | Copa América 1993 | Verenigde Staten – Venezuela | 3 – 3   |
| 2 | Seattle         | 29 maart 2003   | Vriendschappelijk | Verenigde Staten – Venezuela | 2 – 0   |
| 3 | Cleveland       | 26 mei 2006     | Vriendschappelijk | Verenigde Staten – Venezuela | 2 – 0   |
| 4 | Glendale        | 21 januari 2012 | Vriendschappelijk | Verenigde Staten – Venezuela | 1 – 0   |
| 5 | Sandy           | 3 juni 2017     | Vriendschappelijk | Verenigde Staten – Venezuela | 1 – 1   |
| 6 | Cincinnati      | 9 juni 2019     | Vriendschappelijk | Verenigde Staten – Venezuela | 0 – 3   |
| 7 | Fort Lauderdale | 18 januari 2025 | Vriendschappelijk | Verenigde Staten – Venezuela | 3 − 1   |

## Samenvatting
| Competitie        | Totaal gespeeld | Winst Venezuela | Gelijk | Winst Verenigde Staten | Doelsaldo Venezuela – Verenigde Staten |
| ----------------- | --------------- | --------------- | ------ | ---------------------- | -------------------------------------- |
| Copa América      | 1               | 0               | 1      | 0                      | 3 − 3                                  |
| Vriendschappelijk | 6               | 1               | 1      | 4                      | 5 − 9                                  |
| Totaal            | 7               | 1               | 2      | 4                      | 8 − 12                                 |

## Details

### Eerste ontmoeting
| Copa América 1993 (Quito, Ecuador, 22 juni 1993): |              | |
| Verenigde Staten | 3 – 3        | Venezuela |
| Chris Henderson 21' Alexi Lalas 37' Dominic Kinnear 52'                                                                                                   | goals        | 66' José Dolgetta 78' José Dolgetta 89' Miguel Echenausi |
| Bora Milutinović | bondscoach   | Ratomir Dujković |
| Brad Friedel Fernando Clavijo John Doyle Cle Kooiman Alexi Lalas Paul Caligiuri Chris Henderson Cobi Jones 65' Tab Ramos Dominic Kinnear 70' Peter Vermes | opstellingen | José Gómez Carlos García Marcos Mathías Sergio Hernández Miguel Echenausi Leonardo González 84' Alexander Echenique 46' Luis Filosa Stalin Rivas José Dolgetta Oswaldo Palencia |
| Bruce Murray 65' Jean Harbor 70' | wissels      | 46' Edson Rodríguez 84' Ricardo Milillo |
| | rode kaarten | 84' Stalin Rivas |

### Tweede ontmoeting
| Vriendschappelijk (Seattle, Verenigde Staten, 29 maart 2003): |              | |
| Verenigde Staten | 2 – 0        | Venezuela |
| Jovan Kirovski 51' Landon Donovan 76' | goals        | |
| Bruce Arena | bondscoach   | Richard Páez |
| Kasey Keller Steven Cherundolo 56' Carlos Bocanegra Eddie Pope 85' Robert Convey DaMarcus Beasley Pablo Mastroeni John O'Brien Chris Klein 46' Brian McBride 80' Jovan Kirovski 60' | opstellingen | Gilberto Angelucci 81' Luis Vallenilla Leonel Vielma José Manuel Rey Jorge Alberto Rojas 46' Luis Vera Leopoldo Jiménez 68' Gabriel Urdaneta Ricardo Páez 68' Daniel Noriega 46' Juan Enrique García |
| Earnest Stewart 46' Landon Donovan 60' Frankie Hejduk 66' Edson Buddle 80' Nick Garcia 85'                                                                                          | wissels      | 46' Wilfredo Moreno 46' Javier Villafraz 68' Giovanni Pérez 68' Christian Cásseres 81' Wilfredo Alvarado                                                                                             |
| Steven Cherundolo 59' | gele kaarten | 52' Luis Vallenilla |
| | rode kaarten | 86' Gilberto Angelucci |

### Derde ontmoeting
| Vriendschappelijk (Cleveland, Verenigde Staten, 26 mei 2006): |              | |
| Verenigde Staten | 2 – 0        | Venezuela |
| Brian Ching 36' Clint Dempsey 69' | goals        | |
| Bruce Arena | bondscoach   | Richard Páez |
| Tim Howard Chris Albright Jimmy Conrad Oguchi Onyewu Carlos Bocanegra Ben Olsen 89' Clint Dempsey Bobby Convey 65' Josh Wolff 66' Eddie Johnson 83' Brian Ching                                 | opstellingen | Javier Toyo 65' Alejandro Cichero 46' Leonel Vielma 70' Jorge Rojas Oswaldo Vizcarrondo 46' Miguel Mea Vitali Héctor González Juan Arango Ricardo Páez 56' Alejandro Guerra 57' José Torrealba |
| DaMarcus Beasley 65' Landon Donovan 66' Eddie Lewis 83' Michael Bradley 89' Pablo Mastroeni John O'Brien Steven Cherundolo Claudio Reyna Kasey Keller Marcus Hahnemann Brian McBride Eddie Pope | wissels      | 46' Edgar Jiménez 46' Pedro Fernández 56' Jesús Gómez 57' Giancarlo Maldonado 65' Gabriel Cichero 70' Jonay Hernandez Renny Vega Daniel Arismendi Gerzon Chacón                                |
| Ben Olsen 38' Chris Albright 63' DaMarcus Beasley 80' | gele kaarten | 38' Ricardo Paez 53' Juan Arango 56' Alejandro Cichero 58' Jesús Gómez |
| Carlos Bocanegra 45', 82' | rode kaarten | |

### Vierde ontmoeting
| Vriendschappelijk (Glendale, Verenigde Staten, 21 januari 2012): |              | |
| Verenigde Staten | 1 – 0        | Venezuela |
| Ricardo Clark 90' | goals        | |
| Jürgen Klinsmann | bondscoach   | César Farías |
| Bill Hamid Heath Pearce 74' Michael Parkhurst Jeff Larentowicz 62' A. J. DeLaGarza Graham Zusi 74' Brek Shea Jermaine Jones Benny Feilhaber 62' Geoff Cameron Teal Bunbury 88' | opstellingen | Leo Morales Carlos Salazar Andrés Rouga Carlos Rivero Francisco Flores 78' Miguel Mea Vitali Agnel Flores José Velázquez 89' Alejandro Guerra 72' Edgar Pérez Greco 86' Alejandro Moreno |
| Ricardo Clark 62' Chris Wondolowski 62' Zach Loyd 74' C. J. Sapong 74' Brad Evans 88'                                                                                          | wissels      | 72' Angel Chourio 78' Emilio Rentería 86' Richard Blanco 89' Diego Guerrero |
| Jermaine Jones 67' | gele kaarten | 44' Miguel Mea Vitali 46' Carlos Salazar 90' Francisco Flores |
| | rode kaarten | 90' José Velázquez |
| - Debuut van Graham Zusi voor de Verenigde Staten. |              | |

### Vijfde ontmoeting
| Vriendschappelijk (Sandy, Verenigde Staten, 3 juni 2017): |              | |
| Verenigde Staten | 1 – 1        | Venezuela |
| Christian Pulisic 61' | goals        | 29' José Manuel Velázquez |
| Bruce Arena | bondscoach   | Marcos Mathias |
| Tim Howard DeAndre Yedlin 90' John Anthony Brooks 56' Clint Dempsey 63' Bobby Wood Christian Pulisic Darlington Nagbe 70' Michael Bradley Jorge Villafaña Geoff Cameron 46' Fabian Johnson 63' | opstellingen | José Contreras Mikel Villanueva Rubert Quijada 56' José Manuel Velázquez Pablo Camacho Francisco Flores 67' Darwin Machís 83' Júnior Moreno 89' Jhon Murillo 90+3' José Salomón Rondón 72' Christian Santos |
| Omar Gonzalez 46' Matt Hedges 56' Tim Ream 63' Kellyn Acosta 63' Jordan Morris 70' Graham Zusi 90' Nick Rimando Alejandro Bedoya Dax McCarty                                                   | wissels      | 56' Yordan Osorio 67' Aristóteles Romero 72' Jefferson Savarino 83' Francisco La Mantía 89' Jefre Vargas 90+3' Andrés Ponce Alain Baroja Edder Farías José Luis Marrufo                                     |

FVF · A-internationals · Selecties · Bondscoaches · Statistieken · Venezolaans vrouwenelftal · Olympisch elftal · Venezuela U21 · Venezuela U20 · Venezuela U19 · Venezuela U18 · Venezuela U17
1938 – 1949 ·
1950 – 1959 ·
1960 – 1969 ·
1970 – 1979 ·
1980 – 1989 ·
1990 – 1999 ·
2000 – 2009 ·
2010 – 2019 ·
2020 – 2029
1938 · 
1939–1945 · 
1946 · 
1947 · 
1948 · 
1949 · 1950 · 
1951 · 
1952 · 1953 · 1954 · 
1955 · 
1956 · 
1957–1964 · 
1965 · 
1966 · 
1967 · 
1968 · 
1969 · 
1970 · 
1971 · 
1972 · 
1973 · 
1974 · 
1975 · 
1976 · 
1977 · 
1978 · 
1979 · 
1980 · 
1981 · 
1982 · 
1983 · 
1984 · 
1985 · 
1986 · 
1987 · 
1988 · 
1989 · 
1990 · 
1991 · 
1992 · 
1993 · 
1994 · 
1995 · 
1996 · 
1997 · 
1998 · 
1999 · 
2000 · 
2001 · 
2002 · 
2003 · 
2004 · 
2005 · 
2006 · 
2007 · 
2008 · 
2009 · 
2010 · 
2011 · 
2012 · 
2013 · 
2014 · 
2015 · 
2016 · 
2017 ·
2018 ·
2019 ·
2020 ·
2021 ·
2022 ·
2023 ·
2024
Angola ·
Argentinië ·
Aruba ·
Australië ·
Bahama's ·
Bermuda ·
Bolivia ·
Brazilië ·
Canada ·
Chili ·
China ·
Colombia ·
Costa Rica ·
Cuba ·
Dominicaanse Republiek ·
Ecuador ·
El Salvador ·
Estland ·
Guatemala ·
Guinee ·
Haïti ·
Honduras ·
IJsland ·
Iran ·
Italië ·
Jamaica ·
Japan ·
Joegoslavië ·
Malta ·
Mexico ·
Moldavië ·
Nederlandse Antillen ·
Nicaragua ·
Nieuw-Zeeland ·
Nigeria ·
Noord-Korea ·
Oezbekistan ·
Oostenrijk ·
Panama ·
Paraguay ·
Peru ·
Puerto Rico ·
Saoedi-Arabië · 
Spanje ·
Syrië ·
Trinidad en Tobago ·
Uruguay ·
Verenigde Arabische Emiraten ·
Verenigde Staten ·
Zuid-Korea ·
Zweden ·
Zwitserland
USSF · A-internationals · Selecties · Bondscoaches · Amerikaans vrouwenelftal · Olympisch elftal · USA -21 · USA -20 · USA -19 · USA -18 · USA -17
1885 – 1919 · 
1920 – 1929 · 
1930 – 1939 · 
1940 – 1949 · 
1950 – 1959 · 
1960 – 1969 · 
1970 – 1979 · 
1980 – 1989 · 
1990 – 1999 · 
2000 – 2009 · 
2010 – 2019 ·
2020 − 2029
CA 1993 · 
CA 1995 · 
CA 2007 · 
CA 2016
CC 1992 · 
CC 1999 · 
CC 2003 · 
CC 2009
WK 1930 · 
WK 1934 · 
WK 1950 · 
WK 1990 · 
WK 1994 · 
WK 1998 · 
WK 2002 · 
WK 2006 · 
WK 2010 · 
WK 2014
OS 1904 · 
OS 1924 · 
OS 1928 · 
OS 1936 · 
OS 1948 · 
OS 1952 · 
OS 1956 · 
OS 1972 · 
OS 1984 · 
OS 1988 · 
OS 1992 · 
OS 1996 · 
OS 2000 · 
OS 2008
Algerije ·
Antigua en Barbuda ·
Argentinië ·
Armenië ·
Australië ·
Azerbeidzjan ·
Barbados ·
België ·
Belize ·
Bermuda ·
Bolivia ·
Bosnië en Herzegovina ·
Brazilië ·
Canada ·
Chili ·
China ·
Colombia ·
Costa Rica ·
Cuba ·
Curaçao ·
Denemarken ·
DDR ·
Duitsland ·
Ecuador ·
Egypte ·
El Salvador ·
Engeland ·
Estland ·
Finland ·
Frankrijk ·
Ghana ·
GOS ·
Grenada ·
Griekenland ·
Guatemala ·
Guyana ·
Haïti ·
Honduras ·
Hongarije ·
Ierland ·
IJsland ·
Iran ·
Israël ·
Italië ·
Ivoorkust ·
Jamaica ·
Japan ·
Joegoslavië ·
Kaaimaneilanden ·
Kameroen ·
Koeweit ·
Letland ·
Liechtenstein ·
Luxemburg ·
Malta ·
Marokko ·
Martinique ·
Mexico ·
Moldavië ·
Nederland ·
Nederlandse Antillen ·
Nicaragua ·
Nieuw-Zeeland ·
Nigeria ·
Noord-Ierland ·
Noord-Korea ·
Noord-Macedonië ·
Noorwegen ·
Oekraïne ·
Oezbekistan ·
Oman ·
Oostenrijk ·
Panama ·
Paraguay ·
Peru ·
Polen ·
Portugal ·
Puerto Rico ·
Qatar ·
Roemenië ·
Rusland ·
Saint Kitts en Nevis ·
Saint Vincent en de Grenadines ·
Saoedi-Arabië ·
Schotland ·
Servië ·
Slovenië ·
Slowakije ·
Sovjet-Unie ·
Spanje ·
Thailand ·
Trinidad en Tobago ·
Tsjechië ·
Tsjecho-Slowakije ·
Tunesië ·
Turkije ·
Uruguay ·
Venezuela ·
Wales ·
Zuid-Afrika ·
Zuid-Korea ·
Zweden ·
Zwitserland
Algerije (2010) ·
België (2014) ·
Brazilië (2009, 2) ·
Duitsland (2014) ·
Engeland (2010) ·
Ghana (2006) · 
Ghana (2014) · 
Italië (2006) · 
Nederland (2022) ·
Portugal (2014) ·
Slovenië (2010) ·
Tsjechië (2006)